# ロメオ・フランシス・パランパン
ロメオ・フランシス・パランパン（Romeo Francis PARANPAN、1978年1月23日 - ）は、フィリピン出身のサッカー選手、フットサル選手。ポジションはGK（サッカー）、ゴレイロ（フットサル）。

## 経歴
ネグロス・オクシデンタル・レコレトス大学在学中にU-22サッカー・フィリピン代表に選出され、シドニーオリンピック予選に出場。U-22サッカー・日本代表と対戦した試合に出場し、次々とゴールを決められていく中も涙を流しながら奮闘し、フィリピン代表サポーターから喝采を浴びた。その後フットサルに転向。フットサルフィリピン代表GKとして2007年に日本開催のAFCフットサル選手権に出場した。

## 所属クラブ
- ネグロス・オクシデンタル・レコレトス大学 1999

## 主な経歴
- フィリピンU-22代表